# Gibberula cavinae
Gibberula cavinae is een slakkensoort uit de familie van de Cystiscidae. De wetenschappelijke naam van de soort is voor het eerst geldig gepubliceerd in 2010 door Cossignani & Perugia.